# جيف ديفيس (كاتب)
جيف ديفيس (بالإنجليزية: Jeff Davis)‏ هو كاتب سيناريو أمريكي، ولد في 13 يونيو 1975 في ميلفورد في الولايات المتحدة.

## وصلات خارجية
- جيف ديفيس على موقع IMDb (الإنجليزية)
- جيف ديفيس على موقع ألو سيني (الفرنسية)
- جيف ديفيس على موقع قاعدة بيانات الفيلم (الإنجليزية)
- جيف ديفيس على موقع كينوبويسك (الروسية)